# Урмыж
Урмыж (мар. Вӧдыр почиҥга) — деревня в Сернурском районе Республики Марий Эл. Входит в состав Дубниковского сельского поселения.

## География
Находится в северо-восточной части республики Марий Эл на расстоянии приблизительно 7 км на север-северо-запад от районного центра посёлка Сернур.

## История
Известна с 1884 года как починок Урмыж, где значилось 6 дворов, 43 жителя. В 1925 году в деревне проживали 42 человека, мари. В 1927 году здесь числилось 7 хозяйств и 33 человека, мари. В 1975—1979 годах в деревне проживали 228 человек. С 1980-х годов начался отток населения. В 1988 году в деревне в 23 домах проживали 63 человека. В советское время работали колхозы имени Ленина, имени Молотова и «Трактор».

## Население
Население составляло 49 человек (мари 98 %) в 2002 году, 32 в 2010.